# 劉邦槐
劉邦槐（？—？），江蘇省通州直隸州如皋縣人，清朝政治人物、同進士出身。
光緒十五年（1889年），参加己丑科殿試，登三甲60名進士。同年五月，著交吏部掣签，以知县即用。官婺源县知县。